# Tanja Latina
Tanja latina est un festival de musique latine organisé chaque année à Tanger au Maroc.

## Histoire
Avant la création du festival Tanjazz en 1999, Philippe Lorin lance le festival Tanja Latina trois ans plus tard, en 2002, qui rencontre bien plus de succès que Tanjazz à son démarrage[réf. nécessaire]. La 1re édition est organisée en 2008, suivie de deux autres éditions en 2009 et 2010. En manque de sponsors financiers, la Fondation Lorin arrête le Tanja Latina à sa 4e édition, qui est organisée du 4 au 6 novembre 2011. 
Le festival revient avec une 5e édition organisée en juillet 2018, et se décline en « trois soirées ponctuées chacune de 4 concerts de musique latine et de danse. »

## Caractéristiques
Le festival comporte des concerts gratuits sur les scènes publiques en ville, des animations dans les rues, des concerts et animations au Palais des Institutions Italiennes. Les genres musicaux joué au festival incluent notamment : salsa, cumbia, merengue, mambo, samba, guajira, batucada, reggaeton, dancehall, ska, cha-cha-cha, tango, et latin house.